# NOCT
NOCT (англ. Nocturnin) – білок, який кодується однойменним геном, розташованим у людей на 4-й хромосомі. Довжина поліпептидного ланцюга білка становить 431 амінокислот, а молекулярна маса — 48 196.
| 10         |  | 20         |  | 30         |  | 40         |  | 50         |
| ---------- |  | ---------- |  | ---------- |  | ---------- |  | ---------- |
| MFHSPRRLCS |  | ALLQRDAPGL |  | RRLPAPGLRR |  | PLSPPAAVPR |  | PASPRLLAAA |
| SAASGAARSC |  | SRTVCSMGTG |  | TSRLYSALAK |  | TLNSSAASQH |  | PEYLVSPDPE |
| HLEPIDPKEL |  | LEECRAVLHT |  | RPPRFQRDFV |  | DLRTDCPSTH |  | PPIRVMQWNI |
| LAQALGEGKD |  | NFVQCPVEAL |  | KWEERKCLIL |  | EEILAYQPDI |  | LCLQEVDHYF |
| DTFQPLLSRL |  | GYQGTFFPKP |  | WSPCLDVEHN |  | NGPDGCALFF |  | LQNRFKLVNS |
| ANIRLTAMTL |  | KTNQVAIAQT |  | LECKESGRQF |  | CIAVTHLKAR |  | TGWERFRSAQ |
| GCDLLQNLQN |  | ITQGAKIPLI |  | VCGDFNAEPT |  | EEVYKHFASS |  | SLNLNSAYKL |
| LSADGQSEPP |  | YTTWKIRTSG |  | ECRHTLDYIW |  | YSKHALNVRS |  | ALDLLTEEQI |
| GPNRLPSFNY |  | PSDHLSLVCD |  | FSFTEESDGL |  | S          |  |            |

A: Аланін

C: Цистеїн

D: Аспарагінова кислота

E: Глутамінова кислота

F: Фенілаланін

G: Гліцин

H: Гістидин

I: Ізолейцин

K: Лізин

L: Лейцин

M: Метіонін

N: Аспарагін

P: Пролін

Q: Глутамін

R: Аргінін

S: Серин

T: Треонін

V: Валін

W: Триптофан

Кодований геном білок за функціями належить до гідролаз, екзонуклеаз, нуклеаз. 
Задіяний у таких біологічних процесах, як процесинг мРНК, біологічні ритми. 
Білок має сайт для зв'язування з іонами металів, іоном магнію, РНК. 
Локалізований у цитоплазмі, ядрі.